# (7541) Nieuwenhuis
(7541) Nieuwenhuis est un astéroïde de la ceinture principale.

## Description
(7541) Nieuwenhuis est un astéroïde de la ceinture principale. Il fut découvert le 16 octobre 1977 à l'observatoire Palomar par Cornelis Johannes van Houten, Ingrid van Houten-Groeneveld et Tom Gehrels. Il présente une orbite caractérisée par un demi-grand axe de 2,68 UA, une excentricité de 0,11 et une inclinaison de 4,9° par rapport à l'écliptique.

## Compléments